# William Lochead (Botaniker)
William Lochead FRSE MWS (gelegentlich auch: Lochhead; ca. 1753; † 1815) war ein schottischer Arzt (surgeon) und Botaniker. Er war Kurator des the St Vincent Botanical Gardens auf der Karibik-Insel St. Vincent in den Westindischen Inseln von 1811 bis 1815 als Nachfolger seines Freundes Alexander Anderson.

## Leben
William wurde um 1753 in Paisley in Zentral-Schottland als Sohn von John Lochead geboren. Er erwarb 1775 einen Doktorgrad (MD) der University of Glasgow und ging dann als Wundarzt nach Antigua in den West Indies.

### Forschungsreisen
1791 reiste William Lochhead als Assistent von Anderson auf einem kleinen Schoner in die Guyanas; die Kolonien waren bis dahin 'nur selten von Forschern besucht worden' ('having been very little visited by naturalists') und das Landesinnere galt generell als undurchdringlich. Anderson langte am 6. März in Barbados an, um dort mehr Informationen über die 'seichte und gefährliche Küste' Guianas ('low and dangerous coast') einzuholen, bevor er am 19. März zur Mündung des River Demerary weitersegelte. Laut seines Account fand er 'zahlreiche der schönsten und seltensten Büsche, sowie Kräuter, die sonst nirgends gefunden werden' ('a number of the most beautiful and rare shrubs as well as herbaceous plants nowhere else found'). Bis Juni kehrten Anderson und Lochhead zur Flussmündung zurück, wo sie auf den Neffen des holländischen Anatomen Bernhard Siegfried Albinus trafen und Mr. Cummings, einen unbekannten 'Scotchman by birth' (geborenen Schotten). Sie kehrten mit zahlreichen neuen Pflanzen nach St. Vincent zurück und Andersons 'wärmste Hoffnungen' ('most sanguine expectations') waren übertroffen.
Im selben Jahr wurde er als Fellow der Royal Society of Edinburgh gewählt. Seine Fürsprecher waren John Walker, William Wright und Daniel Rutherford.

### Korrespondenz
1794 schrieb Lochead ausführlich an Rev Dr John Walker über die Guyanas und die Insel Demerara.
1811 übernahm er die Leitung des Botanischen Gartens von St. Vincent, nachdem Anderson verstorben war.
Lochead selbst starb am 22. März 1815 in St. Vincent. Seine Stelle am Botanischen Garten wurde von George Caley übernommen.

## Auszeichnungen
Er war Mitglied der Wernerian Society (MWS).